# راجر سشنز
راجر سِـشِـنز (انگلیسی: Roger Sessions؛ ۲۸ دسامبر ۱۸۹۶ – ۱۶ مارس ۱۹۸۵) یک آهنگ‌ساز، منتقد موسیقی و استاد دانشگاه اهل ایالات متحده آمریکا بود.
او دانش آموختهٔ رشته موسیقی در دانشگاه هاروارد و دانشگاه ییل و یکی از برندگانِ «کمک هزینه گوگنهایم»، «مدال ادوارد مک‌داول» و «جایزه پولیتزر موسیقی» بود و آهنگ‌سازان و موسیقی‌دانان برجسته‌ای همچون المر برنستاین، جان آدامز، دیوید دایموند، لئونارد روزنمن، اینویوهانی رائوتاوارا و پیتر مکسول دیویس را تربیت کرد.
او همچنین از استادان دانشگاه پرینستون و دانشگاه کالیفرنیا و عضو «فرهنگستان هنر و دانش آمریکا» بود.